# Yeomen Warders

Insígnia dos Yeomen Warders.

Os Yeomen Warders do Palácio e Fortaleza Real de Sua Majestade da Torre de Londres e membros da Sovereign's Body Guard e da Yeoman Guard, também conhecidos como Beefeaters, são guardiões cerimoniais da Torre de Londres. A princípio, são responsáveis por cuidar de qualquer prisioneiro na Torre e proteger as Joias da Coroa Britânica. Eles também realizam visitas guiadas desde a Era Vitoriana.
Em 2011, havia 37 Yeomen Warders e um Chief Warder. Todos os guardas são oficiais aposentados das Forças Armadas do Reino Unido com pelo menos 22 anos de serviço. Eles também devem  possuir a Medalha de Longo Serviço e Boa Conduta do Exército.
Os Yeomen Warders são, muitas vezes, incorretamente chamados de Yeoman of the Guard, que é  um corpo distinto de Royal Bodyguards.

## Etimologia
Os Yeomen Warders são frequentemente confundidos com os Yeomen of the Guard, embora constituam uma entidade separada dentro do corpo de Guardas do Corpo Real do monarca britânico. Essa distinção não existia no século XVI, período em que se passa a ópera "The Yeomen of the Guard" (1888) de Gilbert e Sullivan, que retrata os antecessores dos atuais Yeomen Warders.

### Beefeater

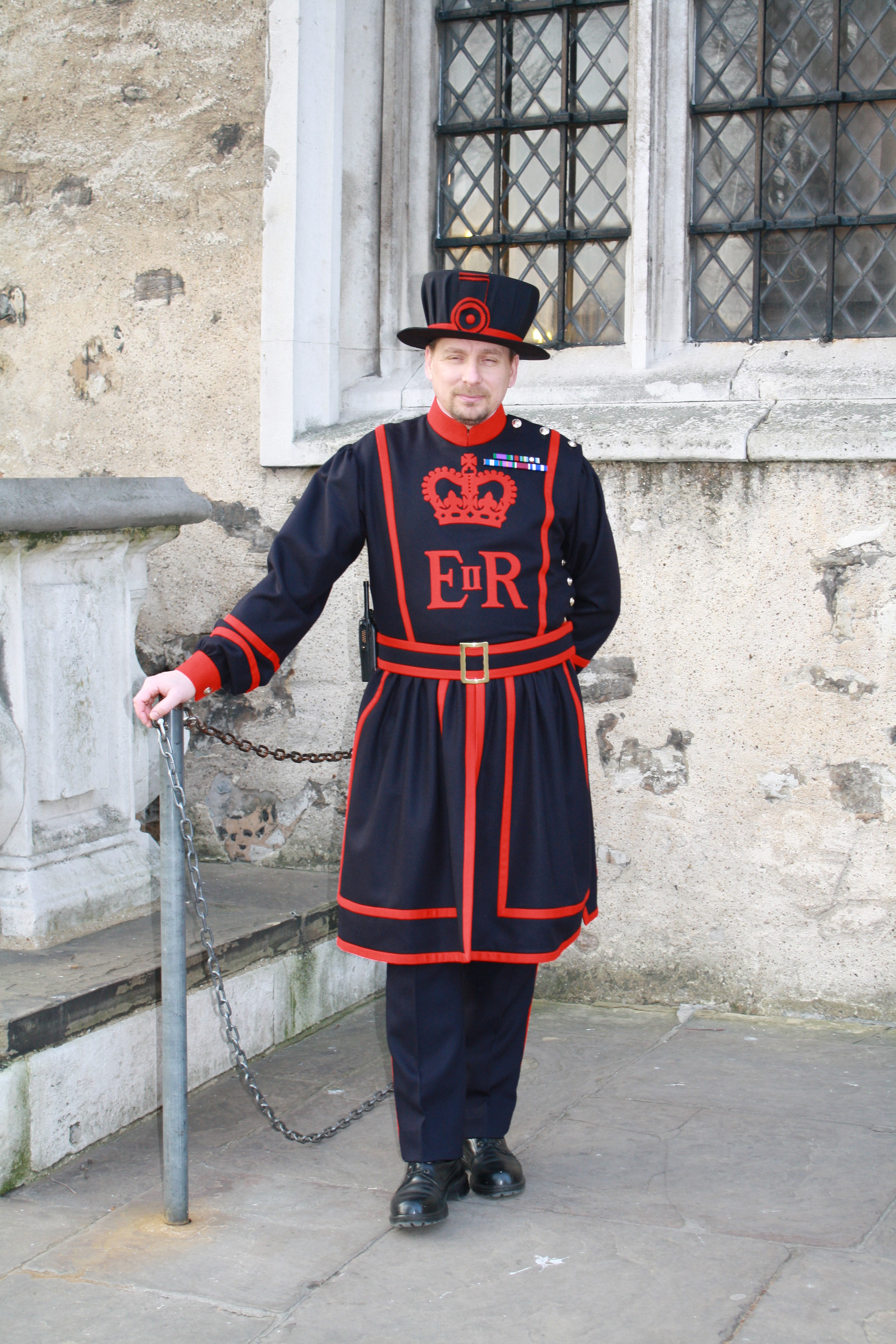
Um Yeomen Warder na Torre de Londres.

O nome Beefeater é de origem incerta, com várias derivações propostas. O termo era comum já no século XVII como um termo de gíria para os ingleses em geral. A conexão mais antiga com a Casa Real veio como uma referência ao Yeomen of the Guard por Cosme III de Médici, Grande Duque da Toscana, que freqüentou o Tribunal em 1669. Ao se referir ao Yeomen of the Guard, ele afirmou: "A Uma ração de carne muito grande é dada a eles diariamente na corte, e eles podem ser chamados de "Beef-eaters". O nome de Beefeater foi levado para o Yeomen Warders, devido às semelhanças externas de dois corpos e à presença pública de Yeoman Warders. Beefeaters também produziu e consumiu geralmente caldos de carne bovina, que foram descritos como ricos e saudáveis. Esses caldos eram conhecidos, na época, como o melhor ou o beffy.
Embora esta seja a origem mais citada, inclusive pelos próprios Corpos, alguns etimologistas notaram a semelhança do termo com hláf-æta, o termo inglês antigo para um servo servil, iluminado. "comedor de pão", a contrapartida de hlaford "guardião de pão" e hlæfdige, que se tornou "senhor" e "dama", respectivamente. Conjeturas que o nome deriva de buffetier (um termo francês antigo que significa "um garçom ou servo") não são considerados prováveis.

## História

### O Yeomen de Tudor
Os Yeomen Warders foram formados em 1485 pelo novo rei Henrique VII, o primeiro monarca da dinastia Tudor; A rosa Tudor, um emblema heráldico da dinastia, faz parte do emblema do Yeomen Warders até hoje.
Em 1509, Henrique VIII mudou sua residência oficial da Torre de Londres. A Torre manteve o status formal de um palácio real e para marcar isso, um grupo de doze Yeomen da Guarda foi deixado no lugar como uma guarnição simbólica. O título deste destacamento foi posteriormente alterado para o de Tower Warders como um reflexo mais preciso de seus deveres reais. Como guardas sem funções cerimoniais de estado, perderam o direito de usar a libré real escarlate do Yeoman da Guarda, agora separado. Isso foi, no entanto, restaurado para eles durante o reinado de Eduardo VI (1547-1553), alegadamente a pedido de um alto funcionário da corte que havia sido preso na Torre e ficado impressionado com o comportamento dos guardas.
A guarda Tudor original foi dividida em duas categorias: o guarda comum (isto é, permanente) e as tropas adicionais do extraordinário. Em 1550, por exemplo, o ordinário reuniu 105 homens, com mais 300 extraordinários extras. Até 1549, os guardas da Torre foram contados entre os extraordinários, mas nesse ano foram criados para o status de pessoas comuns. Houve uma considerável diferença salarial entre os dois grupos. Em 1562, um homem do ordinário recebeu 16d por dia, enquanto que um homem extraordinário foi pago o mesmo que um soldado de infantaria comum (4d ou 6d). Em 1551, o ordinário foi expandido para 200 homens, dos quais 100 eram arqueiros e 100 alabarda, mas esses números não eram mantidos. Uniforme neste momento era um casaco de veludo aparado com dourado prateado, vestido com uma armadura.

## Composição e funções atuais
Em 2011, havia 37 Yeomen Warders e um Chefe Warder.

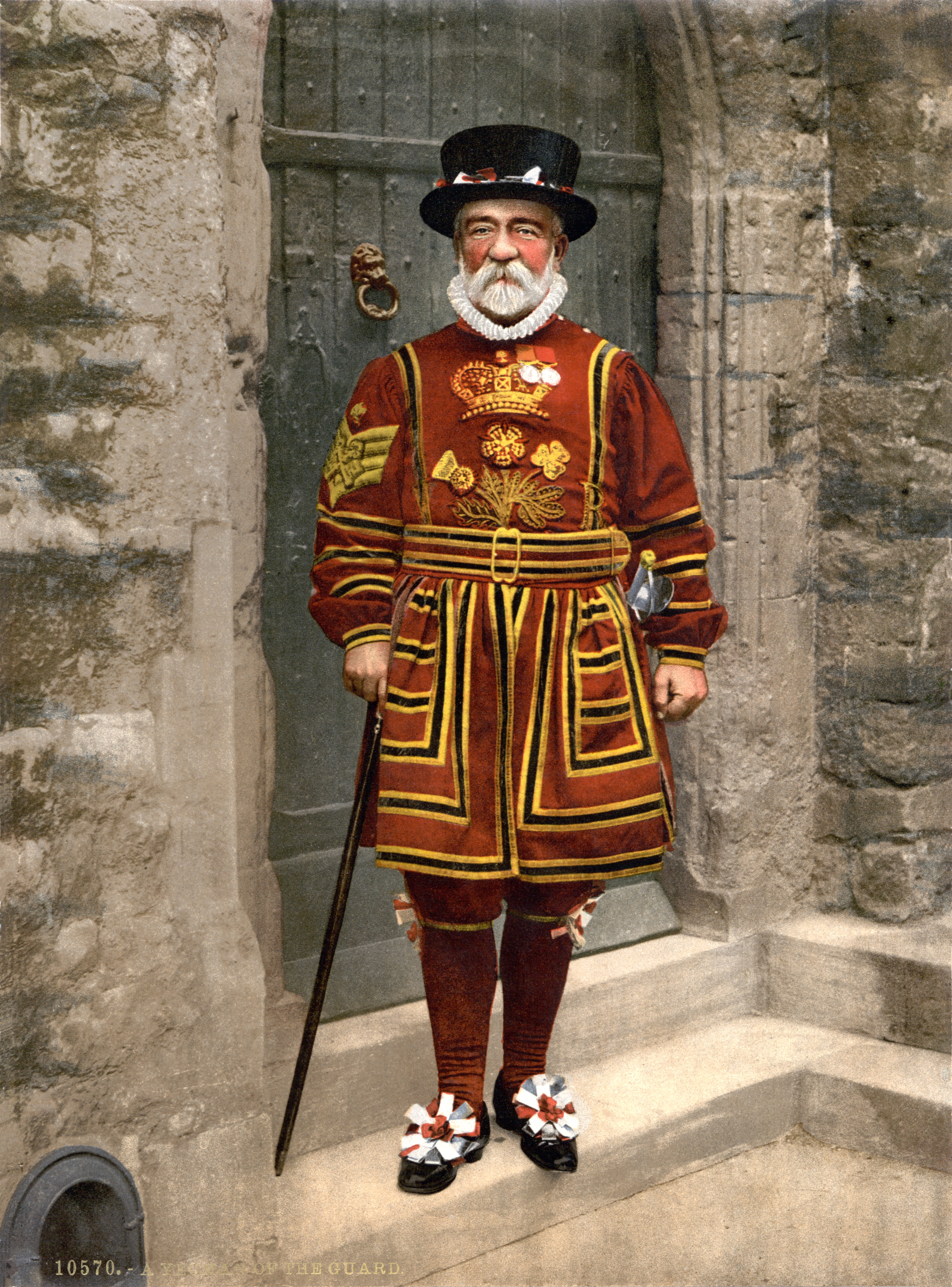
Yeomen Warder na Tudor State Dress, c. 1895

Todos os Yeoman Warders são membros aposentados dos serviços armados; para ser nomeado, um deve ser "um ex-autorista, classe 1 ou 2, (ou o grau equivalente em outros serviços) e, em circunstâncias excepcionais, um sargento-chefe" da Marinha real, exército britânico, Royal Air Force ou Marinha Real; deve ter obtido a medalha de serviço longo e boa conduta; e deve ter servido durante 22 anos nos serviços armados regulares. Até 2009, os marinheiros não podiam se tornar Yeomen Warders. Isso ocorreu porque os marinheiros da Marinha Real - ao contrário de soldados, marines e aviadores - juram um juramento de fidelidade ao Almirantado ao invés do monarca pessoalmente. Em 2009, os marinheiros se tornaram elegíveis para se juntar à Yeoman Warders depois que a Rainha aceitou uma petição do Governador da Torre para permitir que as classificações seniores da Royal Navy sirvam.
O Yeomen Warders normalmente usa um uniforme de "desvestir" de azul escuro com aparas vermelhas. Quando o soberano visita a Torre, ou os guardas estão de serviço em uma ocasião de estado, eles usam uniformes vermelhos e dourados semelhantes aos dos Yeomen of the Guard. Estes uniformes são referidos pelo Yeoman Warders como o Tudor State Dress.

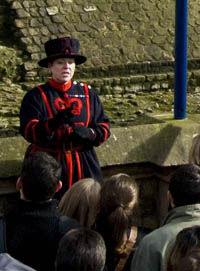
Moira Cameron ficou conhecida por ser a primeira mulher do Reino Unido a se tornar Yeomen Warder.

O Yeomen Warders e suas famílias vivem em acomodações amarradas dentro da fortaleza, pagando impostos municipais e aluguel. Eles devem possuir uma casa fora da fortaleza para ocupar quando se aposentam. Algumas das acomodações remontam ao século XIII. A comunidade da Torre de Londres é composta por esses Yeoman Warders e suas famílias, o Governador e oficiais residentes, um capelão e um médico.
Yeomen Warders participa da Cerimônia das Chaves todas as noites.
Em 1 de julho de 2007, uma mulher de serviço, Moira Cameron, tornou-se a primeira mulher Yeoman Warder na história da instituição. Cameron juntou-se ao Exército em 1985 aos 20 anos de idade. De 42 anos e Classe Adquirente Classe 2, ela se tornou elegível, não muito antes de sua consulta. Anteriormente, ela atuou como superintendente na sede da Brigada com o Corpo do General Adjunto.
Em 2009, três guardas do sexo masculino foram suspensos, acusados de bullying de Cameron; dois foram demitidos e um foi subsequentemente restabelecido após a investigação de um mês com as alegações contra ele "não provadas".

## Ravenmaster
O Yeoman Warder Ravenmaster (também conhecido como Ravenmaster para abreviar) é um dos Yeomen Warders que tem a responsabilidade de manter o bem-estar dos corvos da Torre de Londres.

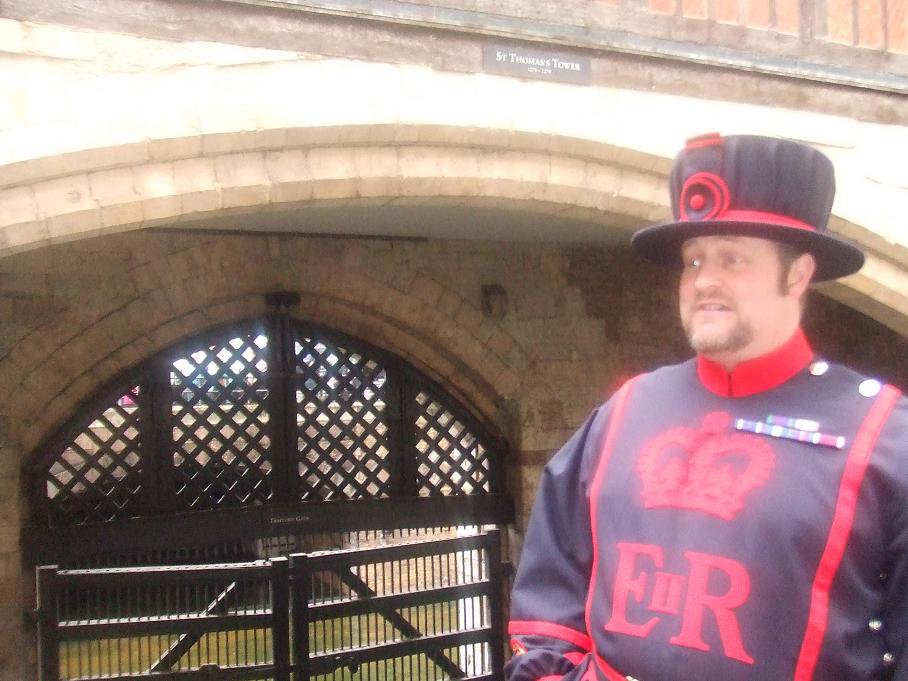
Chris Skaife - o presente 'Ravenmaster' em frente ao Traitors 'Gate

Não se sabe quanto tempo os corvos vivem na Torre de Londres, mas eles eram residentes na época do rei Carlos II. Legend sustenta que se os corvos deixassem a Torre, a Torre Branca cairá e o desastre ocorrerá no reino. Quando recebeu denúncias de que os corvos interferiram no trabalho do observatório, Carlos ordenou a reposição do Royal Observatory para Greenwich em vez de remover os corvos. Para evitar que os corvos voem para longe, suas penas de voo são aparadas para que não possam voar em linha reta para qualquer distância apreciável. Os corvos são livres, no entanto, para percorrer os terrenos da Torre.
O Ravenmaster deixa os pássaros fora de suas gaiolas e prepara café da manhã para eles ao amanhecer todos os dias. Os guardas comentam que os "verdadeiros beefeaters" na Torre são os corvos; Eles são alimentados com carne crua que é comprada no Smithfield Meat Market pelo Ravenmaster.
O atual Yeoman Warder Ravenmaster da Torre de Londres é o sargento Chris Skaife aposentado (um antigo Major com o da Princesa do País de Gales), que assumiu o comando de Derrick Coyle em 2005.